# Deonise Cavaleiro
Deonise Cavaleiro Fachinello (* 20. Juni 1983 in Santa Rosa) ist eine ehemalige brasilianische Handballspielerin, die dem Kader der brasilianischen Nationalmannschaft angehörte.

## Karriere

### Im Verein
Deonise Cavaleiro begann das Handballspielen an einer Schule. Dort hütete sie anfangs das Tor, wurde jedoch alsbald vom dortigen Trainer in den Rückraum beordert. Mit 15 Jahren zog Deonise Cavaleiro nach Cascavel, wo sie drei Jahre lang an der Escola Alfa Handball spielte. Anschließend spielte sie anderthalb Jahre für die Universität Ulbra aus Canoas. Hier zog sie sich eine schwere Schulterverletzung zu, woraufhin sie ihre Karriere beenden wollte. Jedoch entschied sie sich um und setzte ihre Laufbahn in Guarulhos fort. Nach 16 Monaten beim Verein aus Guarulhos schloss sie sich Metodista an.
Ein halbes Jahr später erhielt Deonise Cavaleiro ein Angebot aus Europa, woraufhin ihr Metodista die Freigabe erteilte. Sie setzte ihre sportliche Laufbahn beim spanischen Verein Club León Balonmano fort, mit dem sie in der Spielzeit 2006/07 die Copa ABF gewann. Daraufhin unterschrieb sie einen Vertrag beim Ligakonkurrenten SD Itxako. Mit Itxako stand Cavaleiro in der Spielzeit 2007/08 im Finale des EHF-Pokals. Anschließend schloss sie sich dem österreichischen Verein Hypo Niederösterreich an. Nachdem sie jedoch Probleme beim Anpassen hatte, kehrte sie im Januar 2009 wieder nach Itxako zurück.
Im Sommer 2009 unterzeichnete Deonise Cavaleiro einen Vertrag beim französischen Erstligisten HAC Handball aus Le Havre. Zwei Spielzeiten später schloss sich die Rückraumspielerin erneut Itxaco an, mit dem sie ein Jahr später die spanische Meisterschaft gewann. Im Sommer 2012 kehrte sie zu Hypo Niederösterreich zurück. Mit Hypo gewann sie in den Spielzeiten 2012/13 sowie 2013/14 sowohl die österreichische Meisterschaft als auch den ÖHB-Cup. In der EHF Champions League 2012/13 schied Hypo Niederösterreich nach der Vorrunde aus, qualifizierte sich jedoch für den laufenden Wettbewerb des Europapokals der Pokalsieger. Hier zog Hypo ins Finale ein und gewann das Endspiel gegen den französischen Verein Issy Paris Hand. Im Sommer 2014 schloss sie sich dem rumänischen Erstligisten CSM Bukarest an, mit dem sie 2015 rumänische Meisterin wurde. Im Dezember 2015 unterschrieb sie einen Vertrag beim dänischen Erstligisten Nykøbing Falster Håndboldklub. In der Saison 2016/17 lief sie für den dänischen Verein Odense Håndbold auf. Anschließend wechselte sie zum rumänischen Verein CS Măgura Cisnădie. Im Dezember 2018 wechselte sie zum Ligakonkurrenten SCM Craiova. Zur Saison 2019/20 wechselte Cavaleiro zum französischen Verein Bourg-de-Péage Drôme Handball, für den sie bis zum Saisonende 2020/21 aktiv war. Nachdem Cavaleiro anschließend ihre Karriere beendet hatte, stieg sie im Dezember 2021 in das Training des ungarischen Erstligisten Debreceni VSC ein, für den sie wenig später ihr Comeback gab. Nach der Saison 2021/22 beendete sie endgültig ihre Karriere und wurde Sportliche Leiterin von Debreceni VSC.

### In der Nationalmannschaft
Deonise Cavaleiro lief anfangs für die brasilianische Juniorinnen-Nationalmannschaft auf und wurde anschließend in den Kader der A-Nationalmannschaft aufgenommen. Mit der brasilianischen Auswahl nahm sie an den 15. Panamerikanischen Spielen in Rio de Janeiro, an den 16. Panamerikanischen Spielen in Guadalajara sowie an den 17. Panamerikanischen Spielen in Toronto teil, wo sie jeweils die Goldmedaille gewann. Weiterhin nahm die Brasilianerin an den Olympischen Spielen 2008 in Peking, den Olympischen Spielen 2012 in London und den Olympischen Spielen 2016 in Rio de Janeiro teil.
Cavaleiro nahm mit der brasilianischen Auswahl mehrmals an der Weltmeisterschaft teil. Bei der WM 2013 in Serbien feierte Deonise den Gewinn des WM-Titels. Außerdem gewann sie in den Jahren 2007, 2011, 2013 sowie 2017 die Panamerikameisterschaft.